# 人民
人民（英語：People），又譯居民、住民、國民，是個人（Person）的複數形集合。在法律上該概念是指搆成國家的個體的總和，在憲法層面則通常限定為較嚴格意義，指享有政治權利的一國家、地區或民族、國族的公民的整體。

## 语用变迁
有關概念在拉丁語可追溯自「平民」（直译：「General people/Common people」），俄語在轉譯該術語時將其限定為一方土地的本土居民而排除掉僑民等意，如此是將「人民」（俄語：народ）和「居民」（俄語：население）畫上等號。
“人民”一词在中国古代典籍中早已有之，《周礼》中有“大司徒之职，掌建邦之土地之图，与其人民之数，以佐王安扰邦国”的说法。这里的“人民”一词指的是与“君主、群臣百官”相对应的群体。類似詞語為百姓、黔首。
梁启超对近代国家的构成要素之一时使用的则是“人民”。孙中山早期从事革命活动时也多用“人民”一词。
1919年李大钊在《宰猪场式的政治》一文中所使用的“人民”一词，已不再是指全体国民，而是指与统治者相对立的群体：“我们的政治，是宰猪场式的政治，把我们人民当作猪宰，拿我们的血肉骨头，喂饱了那些文武豺狼。”这种“人民”概念的使用，在具有初步共产主义思想的知识分子中产生了极大影响。

## 法律概念

1830年歐仁·德拉克洛瓦所創作的自由引導人民。

聯合國憲章首章既已明確了「人民」享有自決的權利。人民及自決權的僅有地位，諸如原住民案例（人民 指稱屬於原住民的所有人， 而非指稱屬於原住民的所有原住民），並不是自動提供獨立主權及進一步的分裂意義。 尤其透過國際原住民權利的論述，其是展示出人民之一份子在正式層面上是包括了甚麼元素（例如所共有的文化等等）。

### 憲政
在羅馬共和國以及羅馬帝國時代就使用以下拉丁語標準Senatus Populusque Romanus（元老院與羅馬人民，SPQR）， 這個簡短格言也固化成古羅馬軍團士兵的標準，即使在諸羅馬皇帝統治時達到極端個人獨裁的境地時， 他們也始終是以元老院與羅馬人民之名義來行使自身權威。
自晚期現代所通用的人民共和國，是一個由主權國家所使用的概念，其尤其是憲法性定義了社會主義的一種形態。

### 司法
在刑法裡特定司法權範疇，刑事檢控是以人民（the People）之名義提起程序。在美國，如加州、伊利諾伊州和紐約州的司法就會採用如此行事。在司法權限外有關訊問時對應的引用領銜，像在扣查、拘押期間，通常是以當局之名義替代「人民」的字句。美國的麻薩諸塞州、維珍尼亞、賓夕凡尼亞和肯塔基— 在刑事與司法程序裡就會採用邦（Commonwealth）行事；在印第安納通常上就以州政府（the State） 之名進行同一程序。
在愛爾蘭和菲律賓的刑事審判上，檢控方則會以其所代表當局的人民之名提起程序。
這種形式潛在的政治理論是認為刑事檢控是以主權的名義所提起的，因而於美國諸州而言，「人民」就判讀作主權。而於英國本土以及英國君主的其餘海外領土，刑事檢控通常是以官方（the Crown）之名提起。司法裡採用的「人民」，是定義了經政治權力賦予或為政治性程序而集成的司法管轄權限的公民整體。

## 政治定义

### 中国共产党
1921—1927年“人民”逐渐超越“国民”，成为中共的主流话语。中共二大定义了“人民”的外延：“各种事实证明，加给中国人民（无论是资产阶级、工人或农民）最大的痛苦是资本帝国主义和军阀官僚的封建势力”
1927—1935年国民党清党后，“人民”这个概念在中共正式文件中使用频率严重降低。《建党以来重要文献选编》所载文献统计，从1927年下半年到1934年底之间，“人民”一词共出现了199次。其中，复合名词如“人民革命军”中的“人民”有145次；转述中国国民党原话的“人民”有7次；1927年10月之前一些中共地方党组织仍继续使用“人民”一词的有10次。除此，7年内单独使用“人民”仅37次。1932年的《中国共产党对于时局的主张》一文没有使用“人民”一词。中共多以民众、群众、工农、工农兵来表达“人民”这个概念。在涉及法律规则的表达时，中共的正式文件一律用“民众”一词，如“保障民众的集会、结社、言论、罢工、出版等自由”同样的内容在大革命时期和抗战延安时期则用“人民”一词。 一个原因是1927年四一二事变、七一五事变后，中国的大资产阶级、相当多民族资产阶级支持国民党的清黨。
1935年后“人民”概念在中共话语中回归。1935年7月，季米特洛夫在共产国际七大提出建立广泛的反法西斯人民阵线。1935年《八一宣言》正式使用了“人民”这个术语。在这个政策的主导下，为了团结一切最广泛的抗日力量，1935年12月，《中共中央关于目前政治形势与党的任务的决议》提出，将“苏维埃工农共和国”改为“苏维埃人民共和国”，“因为日本侵略的情况变动了中国的阶级关系，不但小资产阶级，而且民族资产阶级，有了参加抗日斗争的可能性”。“如果说，我们过去的政府是工人、农民和城市小资产阶级联盟的政府，那末，从现在起，应当改变为除了工人、农民和城市小资产阶级以外，还要加上一切其他阶级中愿意参加民族革命的分子。”1936年6月1日，红军大学改名为“中国人民抗日红军大学”。从此，“人民”成为中共核心的政治概念之一。
在中华人民共和国的官方用語中，人民是阶级概念，指拥护社会主义制度的“爱国者”，与敌人相对立。根据毛泽东思想，人民在历史上的范围有不同的定义。 根据中国特色社会主义理论，现阶段中国的人民是指：全体社会主义劳动者、社会主义事业的建设者、拥护社会主义的爱国者、拥护祖国统一和致力于中华民族伟大复兴的爱国者。
1999年上海辭書出版社出版的《辭海》的定義是：
人民在不同國家和不同國家的不同歷史時期中人民的定義是不同的，如
-   - 中國抗日戰爭時期，人民即一切參與抗日的階級、階層、社會集團
  - 解放戰爭時期，人民即一切反對帝國主義和官僚資產階級、地主階級以及代表這些階級的國民黨反動派的階級、階層、社會集團
  - 社會主義現代化建設的新時期，人民指全体社会主义劳动者、社会主义事业的建设者、拥护社会主义的爱国者和拥护祖国统一的爱国者

- 人民的主體是勞動者
- 人民是歷史的創造者

### 俄羅斯民族主義
俄羅斯帝國以降是有打造出一個信仰俄羅斯的族羣概念，囊括俄羅斯版圖上所有被俄羅斯化的族裔，以「關乎祖國的人民」為尺度。無論是否有外籍血統，只要是把俄羅斯視為祖國、認同代表祖國的政府，就可以定義其是「俄國人民」（俄語：российский народ）的一份子。